# Matjaž Uršič
Matjaž Uršič, slovenski sociolog, * 1975, Šempeter pri Gorici.
Je predavatelj in raziskovalec na področju urbane sociologije. Zaposlen je na Centru za prostorsko sociologijo, ki deluje na Fakulteti za družbene vede v Ljubljani. V prvi vrsti se ukvarja z raziskovanjem procesov družbeno-kulturne preobrazbe mest in sodobnih urbanih fenomenov v kontekstu procesov globalizacije. Še posebej se posveča analizi prostorskih in okoljskih vrednot prebivalcev Slovenije, Evrope in Vzhodne Azije; pojasnjevanju interakcij med urbanim okoljem ter njegovo bližnjo in širšo okolico, analizi novih prostorskih trendov suburbanizacije, dezurbanizacije, poselitvenih sistemov.

## Življenje in delo
Delovne izkušnje dr. Matjaža Uršiča vključujejo številne raziskave in predavanja na različnih mednarodnih inštitutih in univerzah. Med drugim je deloval na: Tokyo Metropolitan University, University of Seoul, Kwangwoon University, Soongsil University, National Cheng Kung University Taiwan. 
Za svoje razsikovalno delo je prejel podporo številnih fundacij kot so: The Japan Foundation (2009), the Japan Society for the Promotion of Science (2014), The Korea Foundation (2012) and the Taiwan Fellowship (2017). 
Vključen oz. sodeloval je v več mednarodnih raziskovalno-razvojnih projektov, ki se ukvarjajo s kulturno potrošnjo, revitalizacijo in spreminjanjem vloge mestnih središč. Razsikovalno delo vključuje delovanje v projektih: 
- "Urban Education Live" - Smart Urban Futures - ENSUF, JPI Urban Europe, ERA-NET, Horizon 2020 (H2020); 
- "GETM3 - Global Entrepreneurial Talent Management 3" part of MSCA-RISE - Marie Skłodowska-Curie Research and Innovation Staff Exchange (RISE, H2020); 
- "Analysing the implementation of eco-city paradigm in Northeast Asia and Europe - A comparative study of cases from Korea, Slovenia, China and Sweden". NRF Joint Research Program. Soongsil University/University of Ljubljana; 
- “SECOND CHANCE – From Industrial Use to Creative Impulse” (Program co-financed by ERDF – Central Europe); 
- “SOSTENUTO – Thinking Culture as a Factor of Economic and Social Innovation” (co-financed by the European Regional Development Fund (ERDF) and the Instrument for Pre-Accession Assistance. MED – Europe in the Mediterranean); 
- “REurban Mobil - Mobilising Reurbanisation on Condition of Demo- graphic Change” (part of 5th EU Framework program - Supported by the European Commission); 
- “Civitas Elan (City – Vitality – Sustainability)” – part of the “7th EU Framework program: “Mobilising citizens for vital cities”); - “Development strategy for an urban-rural partnership” (ARRS, Ljubljana); 
- “Eco-Silver House (EE- Highrise) – Energy Efficient Demo Multi-residential High Rise Building”, 7th Framework program of EU (7FP))

## Navedki
- »Če je bilo mestno središče nekoč ključni prostor preživljanja prostega časa, je danes to vlogo prevzel nakupovalni center BTC City, pravi sociolog s fakultete za družbene vede in avtor knjige Urbani prostori potrošnje.« -- Delo, 31.01.2014 --
- »To slovensko posebnost je mogoče pojasniti, pravi docent in raziskovalec iz Centra za prostorsko sociologijo pri fakulteti za družbene vede dr. Matjaž Uršič: »Dejansko imamo Slovenci radi bivalno okolje, ki je značilno za manj gosto naseljena območja. Podlaga tega je slovenski poselitveni sistem, v katerem je veliko število manjših naselij. Na 20.273 kvadratnih kilometrih površine imamo več kot 6000 naselij ali zaselkov. Pri tem je sistem poselitve izredno razpršen, gostota naselij pa zelo majhna. Največje mesto, Ljubljana, ima 300 tisoč prebivalcev.« To je tudi sociološka razlaga, ki pojasnjuje, zakaj toliko Slovencev živi v družinskih hišah, poudarja sogovornik..« -- Delo, 06.12.2015 --
- »Da se zaradi intenzivnega usmerjanja v turizem in s tem povečanega obiska turistov funkcije v mestu vse bolj specializirajo za turiste, proces tako imenovane turistifikacije pojasnjuje prostorski sociolog Matjaž Uršič s fakultete za družbene vede. »To pomeni, da se izrinjajo funkcije, ki so bile prej v nekem drugem ravnovesju, namenjene za potrebe različnih družbenih skupin, zdaj pa se vrinja vse večji nabor storitev, infrastrukture in ponudbe, ki je namenjen turistom.« -- Delo, 06.09.2016 --
- »"Vzemimo most čez Gruberjev prekop na Špici," je ponudil primer. "Super povezava! Ta del Ljubljane je dobil z mostom novo funkcijo, nedvomno je velika pridobitev za Botanični vrt, ampak ta most ima eno napako. Ko greš čez most in pogledaš levo ali desno, zagledaš cevi. Sploh ne začutiš vode, veduta je omejena, ker ti cevi zakrivajo pogled na najbolj pomembne točke, kjer bi moral biti omogočen odprt pogled na vodo, sotočje in Špico. Na enem najboljših razgledišč, kjer je Ljubljanica najbolj široka, most delno zakriva pogled na reko. Igra torej vlogo vozlišča, tudi estetsko je lepo zasnovan, vendar se zdi, da se uporabniki vanj težko vživijo.".« -- Dnevnik, 30.10.2010 --
- »Dr. Matjaž Uršič je docent na katedri za analitsko sociologijo in sodelavec centra za prostorsko sociologijo Fakultete za družbene vede. Opozarja, da država ni sposobna prepoznati prednosti, ki jih imamo v Sloveniji, ko gre za razvoj infrastrukture, niti določiti prioritet, na katerih bi bilo treba graditi in jih razvijati. »Avtoceste so zagotovo ogromno prispevale k povezanosti Slovenije in tudi h gospodarski rasti takoj po osamosvojitvi. A hkrati se je s tem okrepilo avtomobilijo.« To so družbeni vzorci in vedenja, ki temeljijo na in so odvisni izključno od uporabe osebnega vozila. »Avtomobilija je povzročila preobremenjenost okolja in mest. Ključna bitka danes je, kako prelomiti te razvojne vzorce in preiti na bolj trajnostne modele javnega prometa.« S te perspektive noben »razmislek« o ukinjanju železniškega prometa ne more biti korak v pravo smer.« -- Dnevnik, 07.02.2015 --

## Dela
Med drugim je avtor knjige: Urbani prostori potrošnje (2003) v kateri obarvava sodobne procese preobrazbe mest in raziskuje funkcionalne možnosti nadaljnjega razvoja (revitalizacije) občutljivih mestnih območij in soavtor del: Protiurbanost kot način življenja(2007); Kreativna urbana regeneracija (2012) in Corporate Social Responsibility (2016) v katerih so obravnavani širši družbenorazvojni dejavniki, ki določajo vsakdanji življenjski utrip slovenskih mest.
- 2017 URŠIČ, Matjaž, PAVLIN, Samo, MEDVED, Primož.  Occupational Development in the Field of Sustainable Urbanism – The Case of Sustainable Neighbourhoods. Theory and Praxis. ISSN 0040-3598, sep.-okt. 2017, vol. 54, n. 5, pp. 885-903.
- 2017 URŠIČ, Matjaž.Presentation of developments in the field of Slovene urban sociology. Japan Consortium for Sociological Societies newsletter, spring 2017, issue 10, pp. 10-13.
- 2016 URSIC Matjaz. Critical reconsideration of social and cultural elements that constitute the creative ecosystem of a city : examples from Slovenia and Japan. Traditiones. ISSN 0352-0447, vol. 46, no. 1/2, pp. 149-170, doi: 10.3986/Traditio2017460203.
- 2016 URSIC Matjaz. Characteristics of spatial distribution of creative industries in Ljubljana and the Ljubljana region. Acta Geographica Slovenica. Print version: ISSN: 1581-6613, digital version: ISSN: 1581-8314. Vol. 56, No: 1, 2016. DOI: 10.3986/AGS.
- 2016 URSIC Matjaz. Declarative or active corporate environmental responsibility? : overlaying of corporate environmental responsibility standards with socio-cultural values related to sustainable development. In: Corporate social responsibility. Rado Bohinc (ed.).Ljubljana, Faculty of Social Sciences, pp. 83-114.
- 2016 URŠIČ, Matjaž. Online news media and local stakeholders in the urban development process : the case of renovating the Bežigrad Stadium in Ljubljana. Teorija in praksa, ISSN 0040-3598, Sep.- Okt. 2016, Vol. 53, No. 5, pp. 1191-1212.
- 2015 URSIC, Matjaz, MAKSUTI, Alem, DEŽELAN, Tomaž. The salience of local urban development in the political party arena : a longitudinal analysis of Slovenian parliamentary party programmes. In: Lex localis - Journal of Local Self Government. ISSN 1581-5374, Vol. 13, no. 3, July 2015. Maribor: Institute for Local Self-Government and Public Procurement, 2015, pp. 615-638, DOI: 10.4335/13.3.639-638(2015).
- 2015 URSIC, Matjaz. Hidden touch of the countryside? Classes and 'urbanity' in the case of Ljubljana and Maribor (Skriti pridih podeželja?: razrednost in urbanost v primeru Ljubljane in Maribora). Teorija in praksa, ISSN 0040-3598, jan.-apr. 2015, letn. 52, št. 1/2, str. 236-252, 308-309.
- 2014  URŠIČ, Matjaž, DEKKER, Karien, FILIPOVIČ HRAST, Maša. Spatial organization and youth participation : case of the University of Ljubljana and Tokyo Metropolitan University. Annales, Series historia et sociologia, ISSN 1408-5348, 2014, Vol. 24, Issue. 3, pp. 433-450.
- 2014 DEŽELAN, Tomaž, MAKSUTI, Alem, URŠIČ, Matjaž. Capacity of Local Development Planning in Slovenia: Strengths and Weaknesses of Local Sustainable Development Strategies. Lex localis - Journal of Local Self-government, Vol. 12, Issue 3, July 2014. DOI: 10.4335/12.3.547-573(2014).
- 2014 URSIC, Matjaz. The role of traditional marketplaces in the post-industrial city – A comparative analysis of influences of urban renewal in Korea and Europe. In: Quaderni di Cultura, EUROKOREA 2013: European Perspectives of Korea. Trinity College Dublin, TCD and Trauben, Turin.
- 2014 DEŽELAN, Tomaž, MAKSUTI, Alem, URŠIČ, Matjaž. The potentials of normative sustainability : an analysis of sustainable development strategies on global, supranational and national levels. European quarterly on political attitudes and mentalities, ISSN 2285-4916, Apr. 2014, vol. 3, iss. 2, pp. 34-49.
- 2013 URŠIČ, Matjaž. Preservation or degradation of local cultural assets in central Tokyo - the case of the plans to relocate the Tsukiji fish market. Innovative issues and approaches in social sciences, Jan. 2013, vol. 6, no. 1, pp. 35-63.